# Tomislav Tomašević
Tomislav Tomašević, hrvaški politik, aktivist, okoljevarstvenik in politolog, * 13. januar 1982, Zagreb, SR Hrvaška, SFRJ.
Od leta 2021 je župan Zagreba. Je eden od voditeljev tamkajšnjih političnih strank Zagreba je NAŠ! in Lahko! Od lokalnih volitev v Zagrebu leta 2017 je bil delegat v zagrebški skupščini. Na volitvah leta 2020 je bil izvoljen tudi v hrvaški parlament. De facto je vodja koalicije Zeleno levica.
Na lokalnih volitvah leta 2021 je kandidiral za župana Zagreba in v drugem krogu premagal desno usmerjenega kandidata Miroslava Škoro, in sicer z 64% proti 34%. Na županskih volitvah leta 2021 v Zagrebu je Tomašević v obeh krogih prejel rekordno število glasov.